# 索赫纳
索赫纳（Sohna），是印度哈里亚纳邦Gurgaon县的一个城镇。总人口27571（2001年）。

## 人口
该地2001年总人口27571人，其中男性14711人，女性12860人；0—6岁人口4567人，其中男2477人，女2090人；识字率62.64%，其中男性为70.21%，女性为53.97%。